# Masthena Halli, Anekal
Masthena Halli là một làng thuộc tehsil Anekal, huyện Bangalore Urban, bang Karnataka, Ấn Độ.